# Liza Jane
"Liza Jane" é o primeiro single lançado por David Bowie, tendo sido creditado ao grupo Davie Jones with the King Bees. Isto ocorreu em 1964, quando Bowie tinha 17 anos. O lado B da canção é um cover de "Louie, Louie Go Home", de Revere and the Raiders. Ambas as faixas foram gravadas numa sessão de sete horas nos Decca Studios, em Broadhurst Gardens, em West Hampstead, Londres.